# Dipa Ma
Pour les articles homonymes, voir Barua (homonymie).
Dipa Ma (née Nani Bala Barua le 25 mars 1911 à Chittagong, morte le 1er septembre 1989 à Calcutta) est un professeur de méditation dans la tradition du bouddhisme theravāda. Elle a enseigné aux États-Unis et a influencé la branche américaine du mouvement vipassanā.

## Biographie
Dipa Ma est née Nani Bala Barua le 25 mars 1911 dans le petit village de Chittagong dans le Bengale oriental qui faisait alors partie des Provinces de l'Empire des Indes et est aujourd'hui situé au Bangladesh, situé proche de la frontière avec la Birmanie. Elle est l'aînée d'une famille de six enfants.
Dès son enfance, elle présente un intérêt marqué pour le bouddhisme,. À l'âge de 12 ans, elle est mariée à un ingénieur habitant Rangoon, Rajani Ranjan Barua, qu'elle rejoint plus tard. Après la mort de sa mère en 1929, elle recueille son frère Bijoy qui n'est encore qu'un bébé ; elle-même n'ayant alors pas d'enfant avec Rajani. C'est à 35 ans, qu'elle donne naissance à une petite fille qui mourra à l'âge de trois mois. Quatre ans plus tard, elle donne naissance à une autre fille, Dipa, ce qui lui vaudra son surnom de Dipa Ma, « mère de Dipa ». Elle a ensuite un petit garçon qui meurt peu après sa naissance, ce qui la plonge dans un profond chagrin. Elle demande alors l'autorisation à son mari d'apprendre la méditation. Celui-ci refuse prétextant qu'elle est trop jeune. Dipa est alors alitée et ne quitte plus son domicile. En 1957, Rajani meurt d'une crise cardiaque en rentrant de son travail.
À 46 ans, Dipa Ma a perdu ses parents, son mari et deux enfants. Elle donna tout ce que son mari lui avait laissé à une voisine pour qu'elle s'occupe de sa fille pendant qu'elle ferait une retraite au centre de méditation de Rangoon,. La retraite se déroule avec difficultés, Dipa Ma étant malade et devant aller à l'hôpital régulièrement (manquant l'unique repas servi au centre), sachant également que Dipa vivait mal la séparation avec sa mère,. Elle quitte le centre à regret. Elle entame une seconde retraite auprès de Mahasi Sayadaw et expérimente le premier stade de l'éveil. En 1963, elle a l'opportunité d'effectuer une nouvelle retraite auprès du maître Anagarika Munindra. Elle atteint le second degré de l'éveil, et est désormais pleinement guérie de ses tourments. Elle devient une inspiration de son entourage.
En 1967, Dipa Ma et sa fille sont contraintes de retourner vivre en Inde car le gouvernement birman a décrété l'expulsion de tous les étrangers, y compris les émigrés indiens. Dipa Ma devient alors professeur de méditation à Calcutta. Elle enseigne d'abord à des voisins, puis à d'autres personnes dont des moines ordonnés et des Occidentaux (de nombreux Américains viennent en Inde à la suite de l'apparition du mouvement hippie).
Parmi les premiers élèves américains de Dipa Ma se trouvent Joseph Goldstein, Jack Kornfield et Sharon Salzberg qui créeront l'Insight Meditation Society à Barre (Massachusetts). Ils diffusent l'enseignement de Dipa Ma aux États-Unis et l'invitent en 1980 et 1984.
Des problèmes de santé l'empêchent ensuite de retourner aux États-Unis. Elle meurt paisiblement auprès de sa fille le 1er septembre 1989 à Calcutta.